# テキサス州選出のアメリカ合衆国上院議員
以下は、テキサス州選出のアメリカ合衆国上院議員の一覧である。
テキサス州は、1845年12月29日に連邦に加わった。テキサス州からは第1部と第2部に属する上院議員を選出している。同州の現在の上院議員はテッド・クルーズとジョン・コーニンであり、両名とも共和党に所属している。

## 上院議員一覧
| 第1部 第1部の上院議員は西暦年を6で除算したときの剰余が1と等しい年が任期末である。最近では1994年, 2000年, 2006年,2012年,2018年に改選されている。次の選挙は2024年を予定している。 | 第1部 第1部の上院議員は西暦年を6で除算したときの剰余が1と等しい年が任期末である。最近では1994年, 2000年, 2006年,2012年,2018年に改選されている。次の選挙は2024年を予定している。 | 第1部 第1部の上院議員は西暦年を6で除算したときの剰余が1と等しい年が任期末である。最近では1994年, 2000年, 2006年,2012年,2018年に改選されている。次の選挙は2024年を予定している。 | 第1部 第1部の上院議員は西暦年を6で除算したときの剰余が1と等しい年が任期末である。最近では1994年, 2000年, 2006年,2012年,2018年に改選されている。次の選挙は2024年を予定している。 | 第1部 第1部の上院議員は西暦年を6で除算したときの剰余が1と等しい年が任期末である。最近では1994年, 2000年, 2006年,2012年,2018年に改選されている。次の選挙は2024年を予定している。 | 第1部 第1部の上院議員は西暦年を6で除算したときの剰余が1と等しい年が任期末である。最近では1994年, 2000年, 2006年,2012年,2018年に改選されている。次の選挙は2024年を予定している。 | 議会                           | 第2部 第2部の上院議員は西暦年を6で除算したときの剰余が3と等しい年が任期末である。最近では1996年, 2002年, 2008年, 2014年, 2020年に改選されている。次の選挙は2026年を予定している。 | 第2部 第2部の上院議員は西暦年を6で除算したときの剰余が3と等しい年が任期末である。最近では1996年, 2002年, 2008年, 2014年, 2020年に改選されている。次の選挙は2026年を予定している。 | 第2部 第2部の上院議員は西暦年を6で除算したときの剰余が3と等しい年が任期末である。最近では1996年, 2002年, 2008年, 2014年, 2020年に改選されている。次の選挙は2026年を予定している。 | 第2部 第2部の上院議員は西暦年を6で除算したときの剰余が3と等しい年が任期末である。最近では1996年, 2002年, 2008年, 2014年, 2020年に改選されている。次の選挙は2026年を予定している。 | 第2部 第2部の上院議員は西暦年を6で除算したときの剰余が3と等しい年が任期末である。最近では1996年, 2002年, 2008年, 2014年, 2020年に改選されている。次の選挙は2026年を予定している。 | 第2部 第2部の上院議員は西暦年を6で除算したときの剰余が3と等しい年が任期末である。最近では1996年, 2002年, 2008年, 2014年, 2020年に改選されている。次の選挙は2026年を予定している。 |
| # | 氏名 | 所属政党 | 在職期間 | 選挙歴 | 任期 | 議会                           | 任期 | 選挙歴 | 在職期間 | 所属政党 | 氏名 | # |
| 空席 | 空席 | 空席 | 1845年12月29日 – 1846年2月21日 | 連邦加盟の二ヶ月後まで上院議員を選出せず | 1 | 29                             | 1 | 連邦加盟の二ヶ月後まで上院議員を選出せず | 1845年12月29日 – 1846年2月21日 | 空席 | 空席 | 空席 |
| 1 | トーマス・ジェファーソン・ラスク | 民主党 | 1846年2月21日 – 1857年7月29日 | 1846年選出 | 1 | 29                             | 1 | 1846年選出 | 1846年2月21日 – 1859年3月4日 | 民主党 | サミュエル・ヒューストン | 1 |
| 1 | トーマス・ジェファーソン・ラスク | 民主党 | 1846年2月21日 – 1857年7月29日 | 1846年選出 | 1 | 30                             | 2 | 1847年再選 | 1846年2月21日 – 1859年3月4日 | 民主党 | サミュエル・ヒューストン | 1 |
| 1 | トーマス・ジェファーソン・ラスク | 民主党 | 1846年2月21日 – 1857年7月29日 | 1846年選出 | 1 | 31                             | 2 | 1847年再選 | 1846年2月21日 – 1859年3月4日 | 民主党 | サミュエル・ヒューストン | 1 |
| 1 | トーマス・ジェファーソン・ラスク | 民主党 | 1846年2月21日 – 1857年7月29日 | 1851年再選 | 2 | 32                             | 2 | 1847年再選 | 1846年2月21日 – 1859年3月4日 | 民主党 | サミュエル・ヒューストン | 1 |
| 1 | トーマス・ジェファーソン・ラスク | 民主党 | 1846年2月21日 – 1857年7月29日 | 1851年再選 | 2 | 33                             | 3 | 1853年再選 引退 | 1846年2月21日 – 1859年3月4日 | 民主党 | サミュエル・ヒューストン | 1 |
| 1 | トーマス・ジェファーソン・ラスク | 民主党 | 1846年2月21日 – 1857年7月29日 | 1851年再選 | 2 | 34                             | 3 | 1853年再選 引退 | 1846年2月21日 – 1859年3月4日 | 民主党 | サミュエル・ヒューストン | 1 |
| 1 | トーマス・ジェファーソン・ラスク | 民主党 | 1846年2月21日 – 1857年7月29日 | 1857年再選 死去 | 3 | 35                             | 3 | 1853年再選 引退 | 1846年2月21日 – 1859年3月4日 | 民主党 | サミュエル・ヒューストン | 1 |
| 空席 | 空席 | 空席 | 1857年7月29日 – 1857年11月9日 | | 3 | 35                             | 3 | 1853年再選 引退 | 1846年2月21日 – 1859年3月4日 | 民主党 | サミュエル・ヒューストン | 1 |
| 2 | ジェームズ・ピンクニー・ヘンダーソン | 民主党 | 1857年11月9日 – 1858年6月4日 | ラスク死去による空席を補充するため任命 死去 | 3 | 35                             | 3 | 1853年再選 引退 | 1846年2月21日 – 1859年3月4日 | 民主党 | サミュエル・ヒューストン | 1 |
| 空席 | 空席 | 空席 | 1858年6月4日 – 1858年9月27日 | | 3 | 35                             | 3 | 1853年再選 引退 | 1846年2月21日 – 1859年3月4日 | 民主党 | サミュエル・ヒューストン | 1 |
| 3 | マシアス・ワード | 民主党 | 1858年9月27日 – 1859年12月5日 | ヘンダーソン死去による空席を補充するため任命 補欠選挙で再指名に失敗 | 3 | 35                             | 3 | 1853年再選 引退 | 1846年2月21日 – 1859年3月4日 | 民主党 | サミュエル・ヒューストン | 1 |
| 3 | マシアス・ワード | 民主党 | 1858年9月27日 – 1859年12月5日 | ヘンダーソン死去による空席を補充するため任命 補欠選挙で再指名に失敗 | 3 | 36                             | 4 | 1859年選出 テキサス州の連邦脱退により罷免 | 1859年3月4日 – 1861年7月11日 | 民主党 | ジョン・ヘンフィル | 2 |
| 4 | ルイス・ウィグフォール | 民主党 | 1859年12月5日 – 1861年3月23日 | ラスクの死去による補欠選挙で選出 撤退7 | 3 | 36                             | 4 | 1859年選出 テキサス州の連邦脱退により罷免 | 1859年3月4日 – 1861年7月11日 | 民主党 | ジョン・ヘンフィル | 2 |
| 4 | ルイス・ウィグフォール | 民主党 | 1859年12月5日 – 1861年3月23日 | ラスクの死去による補欠選挙で選出 撤退7 | 3 | 37                             | 4 | 1859年選出 テキサス州の連邦脱退により罷免 | 1859年3月4日 – 1861年7月11日 | 民主党 | ジョン・ヘンフィル | 2 |
| 空席 | 空席 | 空席 | 1861年3月23日 – 1870年3月30日 | 南北戦争とレコンストラクション | 3 |                                | 4 | 1859年選出 テキサス州の連邦脱退により罷免 | 1859年3月4日 – 1861年7月11日 | 民主党 | ジョン・ヘンフィル | 2 |
| 空席 | 空席 | 空席 | 1861年3月23日 – 1870年3月30日 | 南北戦争とレコンストラクション | 3 | 南北戦争とレコンストラクション | 4 | 1861年7月11日 – 1870年3月31日 | 空席 | 空席 | 空席 | |
| 空席 | 空席 | 空席 | 1861年3月23日 – 1870年3月30日 | 南北戦争とレコンストラクション | 4 | 南北戦争とレコンストラクション | 4 | 1861年7月11日 – 1870年3月31日 | 空席 | 空席 | 空席 | 38 |
| 空席 | 空席 | 空席 | 1861年3月23日 – 1870年3月30日 | 南北戦争とレコンストラクション | 4 | 南北戦争とレコンストラクション | 39 | 1861年7月11日 – 1870年3月31日 | 空席 | 空席 | 空席 | 5 |
| 空席 | 空席 | 空席 | 1861年3月23日 – 1870年3月30日 | 南北戦争とレコンストラクション | 4 | 南北戦争とレコンストラクション | 40 | 1861年7月11日 – 1870年3月31日 | 空席 | 空席 | 空席 | 5 |
| 空席 | 空席 | 空席 | 1861年3月23日 – 1870年3月30日 | 南北戦争とレコンストラクション | 5 | 南北戦争とレコンストラクション | 41 | 1861年7月11日 – 1870年3月31日 | 空席 | 空席 | 空席 | 5 |
| 5 | ジェームズ・W・フラナガン | 共和党 | 1870年3月30日 – 1875年3月3日 | 空席を補充するため選出 | 5 | 南北戦争とレコンストラクション | 41 | 1861年7月11日 – 1870年3月31日 | 空席 | 空席 | 空席 | 5 |
| 5 | ジェームズ・W・フラナガン | 共和党 | 1870年3月30日 – 1875年3月3日 | 空席を補充するため選出 | 5 | 空席を補充するため選出         | 41 | 1870年3月31日 – 1877年3月4日 | 共和党 | モーガン・C・ハミルトン | 3 | 5 |
| 5 | ジェームズ・W・フラナガン | 共和党 | 1870年3月30日 – 1875年3月3日 | 空席を補充するため選出 | 5 | 42                             | 6 | 1870年3月31日 – 1877年3月4日 | 共和党 | モーガン・C・ハミルトン | 3 | 1871年再選 引退 |
| 5 | ジェームズ・W・フラナガン | 共和党 | 1870年3月30日 – 1875年3月3日 | 空席を補充するため選出 | 5 | 43                             | 6 | 1870年3月31日 – 1877年3月4日 | リベラル共和党 | モーガン・C・ハミルトン | 3 | 1871年再選 引退 |
| 6 | サミュエル・B・マクセイ | 民主党 | 1875年3月4日 – 1887年3月4日 | 1875年選出 | 6 | 44                             | 6 | 1870年3月31日 – 1877年3月4日 | 共和党 | モーガン・C・ハミルトン | 3 | 1871年再選 引退 |
| 6 | サミュエル・B・マクセイ | 民主党 | 1875年3月4日 – 1887年3月4日 | 1875年選出 | 6 | 45                             | 7 | 1876年選出 | 1877年3月4日 – 1895年3月4日 | 民主党 | リチャード・コーク | 4 |
| 6 | サミュエル・B・マクセイ | 民主党 | 1875年3月4日 – 1887年3月4日 | 1875年選出 | 6 | 46                             | 7 | 1876年選出 | 1877年3月4日 – 1895年3月4日 | 民主党 | リチャード・コーク | 4 |
| 6 | サミュエル・B・マクセイ | 民主党 | 1875年3月4日 – 1887年3月4日 | 1881年再選 再選に失敗 | 7 | 47                             | 7 | 1876年選出 | 1877年3月4日 – 1895年3月4日 | 民主党 | リチャード・コーク | 4 |
| 6 | サミュエル・B・マクセイ | 民主党 | 1875年3月4日 – 1887年3月4日 | 1881年再選 再選に失敗 | 7 | 48                             | 8 | 1882年再選 | 1877年3月4日 – 1895年3月4日 | 民主党 | リチャード・コーク | 4 |
| 6 | サミュエル・B・マクセイ | 民主党 | 1875年3月4日 – 1887年3月4日 | 1881年再選 再選に失敗 | 7 | 49                             | 8 | 1882年再選 | 1877年3月4日 – 1895年3月4日 | 民主党 | リチャード・コーク | 4 |
| 7 | ジョン・レーガン | 民主党 | 1887年3月4日 – 1891年6月10日 | 1887年選出 テキサス州鉄道委員会委員長就任のため辞職 | 8 | 50                             | 8 | 1882年再選 | 1877年3月4日 – 1895年3月4日 | 民主党 | リチャード・コーク | 4 |
| 7 | ジョン・レーガン | 民主党 | 1887年3月4日 – 1891年6月10日 | 1887年選出 テキサス州鉄道委員会委員長就任のため辞職 | 8 | 51                             | 9 | 1888年再選 引退 | 1877年3月4日 – 1895年3月4日 | 民主党 | リチャード・コーク | 4 |
| 7 | ジョン・レーガン | 民主党 | 1887年3月4日 – 1891年6月10日 | 1887年選出 テキサス州鉄道委員会委員長就任のため辞職 | 8 | 52                             | 9 | 1888年再選 引退 | 1877年3月4日 – 1895年3月4日 | 民主党 | リチャード・コーク | 4 |
| 8 | ホレース・チルトン | 民主党 | 1891年6月10日 – 1892年3月22日 | レーガン辞職による空席を補充するため任命 補欠選挙で敗北 | 8 |                                | 9 | 1888年再選 引退 | 1877年3月4日 – 1895年3月4日 | 民主党 | リチャード・コーク | 4 |
| 9 | ロジャー・Q・ミルズ | 民主党 | 1892年3月23日 – 1899年3月4日 | レーガン辞職による補欠選挙で選出 | 8 |                                | 9 | 1888年再選 引退 | 1877年3月4日 – 1895年3月4日 | 民主党 | リチャード・コーク | 4 |
| 9 | ロジャー・Q・ミルズ | 民主党 | 1892年3月23日 – 1899年3月4日 | 1893年再選 引退 | 9 | 53                             | 9 | 1888年再選 引退 | 1877年3月4日 – 1895年3月4日 | 民主党 | リチャード・コーク | 4 |
| 9 | ロジャー・Q・ミルズ | 民主党 | 1892年3月23日 – 1899年3月4日 | 1893年再選 引退 | 9 | 54                             | 10 | 1894年選出 引退 | 1895年3月4日 – 1901年3月4日 | 民主党 | ホーレス・チルトン | 5 |
| 9 | ロジャー・Q・ミルズ | 民主党 | 1892年3月23日 – 1899年3月4日 | 1893年再選 引退 | 9 | 55                             | 10 | 1894年選出 引退 | 1895年3月4日 – 1901年3月4日 | 民主党 | ホーレス・チルトン | 5 |
| 10 | チャールズ・アレン・カルバーソン | 民主党 | 1899年3月4日 – 1923年3月4日 | 1899年選出 | 10 | 56                             | 10 | 1894年選出 引退 | 1895年3月4日 – 1901年3月4日 | 民主党 | ホーレス・チルトン | 5 |
| 10 | チャールズ・アレン・カルバーソン | 民主党 | 1899年3月4日 – 1923年3月4日 | 1899年選出 | 10 | 57                             | 11 | 1901年選出 | 1901年3月4日 – 1913年1月3日 | 民主党 | ジョセフ・ウェルドン・ベイリー | 6 |
| 10 | チャールズ・アレン・カルバーソン | 民主党 | 1899年3月4日 – 1923年3月4日 | 1899年選出 | 10 | 58                             | 11 | 1901年選出 | 1901年3月4日 – 1913年1月3日 | 民主党 | ジョセフ・ウェルドン・ベイリー | 6 |
| 10 | チャールズ・アレン・カルバーソン | 民主党 | 1899年3月4日 – 1923年3月4日 | 1905年1月25日再選 | 11 | 59                             | 11 | 1901年選出 | 1901年3月4日 – 1913年1月3日 | 民主党 | ジョセフ・ウェルドン・ベイリー | 6 |
| 10 | チャールズ・アレン・カルバーソン | 民主党 | 1899年3月4日 – 1923年3月4日 | 1905年1月25日再選 | 11 | 60                             | 12 | 1907年再選 辞職 | 1901年3月4日 – 1913年1月3日 | 民主党 | ジョセフ・ウェルドン・ベイリー | 6 |
| 10 | チャールズ・アレン・カルバーソン | 民主党 | 1899年3月4日 – 1923年3月4日 | 1905年1月25日再選 | 11 | 61                             | 12 | 1907年再選 辞職 | 1901年3月4日 – 1913年1月3日 | 民主党 | ジョセフ・ウェルドン・ベイリー | 6 |
| 10 | チャールズ・アレン・カルバーソン | 民主党 | 1899年3月4日 – 1923年3月4日 | 1911年1月24日再選 | 12 | 62                             | 12 | 1907年再選 辞職 | 1901年3月4日 – 1913年1月3日 | 民主党 | ジョセフ・ウェルドン・ベイリー | 6 |
| 10 | チャールズ・アレン・カルバーソン | 民主党 | 1899年3月4日 – 1923年3月4日 | 1911年1月24日再選 | 12 | 62                             | 12 | ベイリー辞職による空席を補充するため任命 補欠選挙で敗北 引退 | 1913年1月4日 – 1913年1月29日 | 民主党 | リンジー・メルヴィル・ジョンストン | 7 |
| 10 | チャールズ・アレン・カルバーソン | 民主党 | 1899年3月4日 – 1923年3月4日 | 1911年1月24日再選 | 12 | 62                             | 12 | | 1913年1月29日 – 1913年2月3日 | 空席 | 空席 | 空席 |
| 10 | チャールズ・アレン・カルバーソン | 民主党 | 1899年3月4日 – 1923年3月4日 | 1911年1月24日再選 | 12 | 62                             | 12 | 1913年1月28日ベイリー辞職による補欠選挙で選出 | 1913年2月3日 – 1941年4月9日 | 民主党 | モリス・シェパード | 8 |
| 10 | チャールズ・アレン・カルバーソン | 民主党 | 1899年3月4日 – 1923年3月4日 | 1911年1月24日再選 | 12 | 63                             | 13 | 1913年1月28日選出 | 1913年2月3日 – 1941年4月9日 | 民主党 | モリス・シェパード | 8 |
| 10 | チャールズ・アレン・カルバーソン | 民主党 | 1899年3月4日 – 1923年3月4日 | 1911年1月24日再選 | 12 | 64                             | 13 | 1913年1月28日選出 | 1913年2月3日 – 1941年4月9日 | 民主党 | モリス・シェパード | 8 |
| 10 | チャールズ・アレン・カルバーソン | 民主党 | 1899年3月4日 – 1923年3月4日 | 1916年再選 再選に失敗 | 13 | 65                             | 13 | 1913年1月28日選出 | 1913年2月3日 – 1941年4月9日 | 民主党 | モリス・シェパード | 8 |
| 10 | チャールズ・アレン・カルバーソン | 民主党 | 1899年3月4日 – 1923年3月4日 | 1916年再選 再選に失敗 | 13 | 66                             | 14 | 1918年再選 | 1913年2月3日 – 1941年4月9日 | 民主党 | モリス・シェパード | 8 |
| 10 | チャールズ・アレン・カルバーソン | 民主党 | 1899年3月4日 – 1923年3月4日 | 1916年再選 再選に失敗 | 13 | 67                             | 14 | 1918年再選 | 1913年2月3日 – 1941年4月9日 | 民主党 | モリス・シェパード | 8 |
| 11 | アール・B・メイフィールド | 民主党 | 1923年3月3日 – 1929年3月4日 | 1922年選出 再指名に失敗 | 14 | 68                             | 14 | 1918年再選 | 1913年2月3日 – 1941年4月9日 | 民主党 | モリス・シェパード | 8 |
| 11 | アール・B・メイフィールド | 民主党 | 1923年3月3日 – 1929年3月4日 | 1922年選出 再指名に失敗 | 14 | 69                             | 15 | 1924年再選 | 1913年2月3日 – 1941年4月9日 | 民主党 | モリス・シェパード | 8 |
| 11 | アール・B・メイフィールド | 民主党 | 1923年3月3日 – 1929年3月4日 | 1922年選出 再指名に失敗 | 14 | 70                             | 15 | 1924年再選 | 1913年2月3日 – 1941年4月9日 | 民主党 | モリス・シェパード | 8 |
| 12 | トマス・テリー・コナリー | 民主党 | 1929年3月4日 – 1953年1月3日 | 1928年選出 | 15 | 71                             | 15 | 1924年再選 | 1913年2月3日 – 1941年4月9日 | 民主党 | モリス・シェパード | 8 |
| 12 | トマス・テリー・コナリー | 民主党 | 1929年3月4日 – 1953年1月3日 | 1928年選出 | 15 | 72                             | 16 | 1930年再選 | 1913年2月3日 – 1941年4月9日 | 民主党 | モリス・シェパード | 8 |
| 12 | トマス・テリー・コナリー | 民主党 | 1929年3月4日 – 1953年1月3日 | 1928年選出 | 15 | 73                             | 16 | 1930年再選 | 1913年2月3日 – 1941年4月9日 | 民主党 | モリス・シェパード | 8 |
| 12 | トマス・テリー・コナリー | 民主党 | 1929年3月4日 – 1953年1月3日 | 1934年再選 | 16 | 74                             | 16 | 1930年再選 | 1913年2月3日 – 1941年4月9日 | 民主党 | モリス・シェパード | 8 |
| 12 | トマス・テリー・コナリー | 民主党 | 1929年3月4日 – 1953年1月3日 | 1934年再選 | 16 | 75                             | 17 | 1936年再選 死去. | 1913年2月3日 – 1941年4月9日 | 民主党 | モリス・シェパード | 8 |
| 12 | トマス・テリー・コナリー | 民主党 | 1929年3月4日 – 1953年1月3日 | 1934年再選 | 16 | 76                             | 17 | 1936年再選 死去. | 1913年2月3日 – 1941年4月9日 | 民主党 | モリス・シェパード | 8 |
| 12 | トマス・テリー・コナリー | 民主党 | 1929年3月4日 – 1953年1月3日 | 1940年再選 | 17 | 77                             | 17 | 1936年再選 死去. | 1913年2月3日 – 1941年4月9日 | 民主党 | モリス・シェパード | 8 |
| 12 | トマス・テリー・コナリー | 民主党 | 1929年3月4日 – 1953年1月3日 | 1940年再選 | 17 | 77                             | 17 | | 1941年4月9日 – 1941年4月21日 | 空席 | 空席 | 空席 |
| 12 | トマス・テリー・コナリー | 民主党 | 1929年3月4日 – 1953年1月3日 | 1940年再選 | 17 | 77                             | 17 | シェパード死去による空席を補充するため任命 死去 | 1941年4月21日 – 1941年6月26日 | 民主党 | アンドリュー・ジャクソン・ヒューストン | 9 |
| 12 | トマス・テリー・コナリー | 民主党 | 1929年3月4日 – 1953年1月3日 | 1940年再選 | 17 | 77                             | 17 | | 1941年6月26日 – 1941年8月4日 | 空席 | 空席 | 空席 |
| 12 | トマス・テリー・コナリー | 民主党 | 1929年3月4日 – 1953年1月3日 | 1940年再選 | 17 | 77                             | 17 | シェパード死去による補欠選挙で選出 | 1941年8月4日 – 1949年1月3日 | 民主党 | W・リー・オダニエル | 10 |
| 12 | トマス・テリー・コナリー | 民主党 | 1929年3月4日 – 1953年1月3日 | 1940年再選 | 17 | 78                             | 18 | 1942年再選 引退 | 1941年8月4日 – 1949年1月3日 | 民主党 | W・リー・オダニエル | 10 |
| 12 | トマス・テリー・コナリー | 民主党 | 1929年3月4日 – 1953年1月3日 | 1940年再選 | 17 | 79                             | 18 | 1942年再選 引退 | 1941年8月4日 – 1949年1月3日 | 民主党 | W・リー・オダニエル | 10 |
| 12 | トマス・テリー・コナリー | 民主党 | 1929年3月4日 – 1953年1月3日 | 1946年再選 引退 | 18 | 80                             | 18 | 1942年再選 引退 | 1941年8月4日 – 1949年1月3日 | 民主党 | W・リー・オダニエル | 10 |
| 12 | トマス・テリー・コナリー | 民主党 | 1929年3月4日 – 1953年1月3日 | 1946年再選 引退 | 18 | 81                             | 19 | 1948年選出 | 1949年1月3日 – 1961年1月3日 | 民主党 | リンドン・ジョンソン | 11 |
| 12 | トマス・テリー・コナリー | 民主党 | 1929年3月4日 – 1953年1月3日 | 1946年再選 引退 | 18 | 82                             | 19 | 1948年選出 | 1949年1月3日 – 1961年1月3日 | 民主党 | リンドン・ジョンソン | 11 |
| 13 | プライス・ダニエル | 民主党 | 1953年1月3日 – 1957年1月14日 | 1952年選出 辞職 | 19 | 83                             | 19 | 1948年選出 | 1949年1月3日 – 1961年1月3日 | 民主党 | リンドン・ジョンソン | 11 |
| 13 | プライス・ダニエル | 民主党 | 1953年1月3日 – 1957年1月14日 | 1952年選出 辞職 | 19 | 84                             | 20 | 1954年再選 1960年に再選されたが,副大統領就任のため任期末に辞職 | 1949年1月3日 – 1961年1月3日 | 民主党 | リンドン・ジョンソン | 11 |
| 13 | プライス・ダニエル | 民主党 | 1953年1月3日 – 1957年1月14日 | 1952年選出 辞職 | 19 | 85                             | 20 | 1954年再選 1960年に再選されたが,副大統領就任のため任期末に辞職 | 1949年1月3日 – 1961年1月3日 | 民主党 | リンドン・ジョンソン | 11 |
| 14 | ウィリアム・A・ブラクリー | 民主党 | 1957年1月15日 – 1957年4月28日 | ダニエル辞職による空席を補充するため任命 後継選出時に引退 | 19 |                                | 20 | 1954年再選 1960年に再選されたが,副大統領就任のため任期末に辞職 | 1949年1月3日 – 1961年1月3日 | 民主党 | リンドン・ジョンソン | 11 |
| 15 | ラルフ・ヤーボロー | 民主党 | 1957年4月29日 – 1971年1月3日 | ダニエル辞職による補欠選挙で選出 | 19 |                                | 20 | 1954年再選 1960年に再選されたが,副大統領就任のため任期末に辞職 | 1949年1月3日 – 1961年1月3日 | 民主党 | リンドン・ジョンソン | 11 |
| 15 | ラルフ・ヤーボロー | 民主党 | 1957年4月29日 – 1971年1月3日 | 1958年再選 | 20 | 86                             | 20 | 1954年再選 1960年に再選されたが,副大統領就任のため任期末に辞職 | 1949年1月3日 – 1961年1月3日 | 民主党 | リンドン・ジョンソン | 11 |
| 15 | ラルフ・ヤーボロー | 民主党 | 1957年4月29日 – 1971年1月3日 | 1958年再選 | 20 | 87                             | 21 | ジョンソン辞職による任期を開始するため任命 補欠選挙で敗北 | 1961年1月3日 – 1961年6月14日 | 民主党 | ウィリアム・A・ブラクリー | 12 |
| 15 | ラルフ・ヤーボロー | 民主党 | 1957年4月29日 – 1971年1月3日 | 1958年再選 | 20 | 87                             | 21 | ジョンソン辞職による補欠選挙で選出 | 1961年6月15日 – 1985年1月3日 | 共和党 | ジョン・タワー | 13 |
| 15 | ラルフ・ヤーボロー | 民主党 | 1957年4月29日 – 1971年1月3日 | 1958年再選 | 20 | 88                             | 21 | ジョンソン辞職による補欠選挙で選出 | 1961年6月15日 – 1985年1月3日 | 共和党 | ジョン・タワー | 13 |
| 15 | ラルフ・ヤーボロー | 民主党 | 1957年4月29日 – 1971年1月3日 | 1964年再選 再指名に失敗 | 21 | 89                             | 21 | ジョンソン辞職による補欠選挙で選出 | 1961年6月15日 – 1985年1月3日 | 共和党 | ジョン・タワー | 13 |
| 15 | ラルフ・ヤーボロー | 民主党 | 1957年4月29日 – 1971年1月3日 | 1964年再選 再指名に失敗 | 21 | 90                             | 22 | 1966年再選 | 1961年6月15日 – 1985年1月3日 | 共和党 | ジョン・タワー | 13 |
| 15 | ラルフ・ヤーボロー | 民主党 | 1957年4月29日 – 1971年1月3日 | 1964年再選 再指名に失敗 | 21 | 91                             | 22 | 1966年再選 | 1961年6月15日 – 1985年1月3日 | 共和党 | ジョン・タワー | 13 |
| 16 | ロイド・ベンツェン | 民主党 | 1971年1月3日 – 1993年1月20日 | 1970年選出 | 22 | 92                             | 22 | 1966年再選 | 1961年6月15日 – 1985年1月3日 | 共和党 | ジョン・タワー | 13 |
| 16 | ロイド・ベンツェン | 民主党 | 1971年1月3日 – 1993年1月20日 | 1970年選出 | 22 | 93                             | 23 | 1972年再選 | 1961年6月15日 – 1985年1月3日 | 共和党 | ジョン・タワー | 13 |
| 16 | ロイド・ベンツェン | 民主党 | 1971年1月3日 – 1993年1月20日 | 1970年選出 | 22 | 94                             | 23 | 1972年再選 | 1961年6月15日 – 1985年1月3日 | 共和党 | ジョン・タワー | 13 |
| 16 | ロイド・ベンツェン | 民主党 | 1971年1月3日 – 1993年1月20日 | 1976年再選 | 23 | 95                             | 23 | 1972年再選 | 1961年6月15日 – 1985年1月3日 | 共和党 | ジョン・タワー | 13 |
| 16 | ロイド・ベンツェン | 民主党 | 1971年1月3日 – 1993年1月20日 | 1976年再選 | 23 | 96                             | 24 | 1978年再選 引退 | 1961年6月15日 – 1985年1月3日 | 共和党 | ジョン・タワー | 13 |
| 16 | ロイド・ベンツェン | 民主党 | 1971年1月3日 – 1993年1月20日 | 1976年再選 | 23 | 97                             | 24 | 1978年再選 引退 | 1961年6月15日 – 1985年1月3日 | 共和党 | ジョン・タワー | 13 |
| 16 | ロイド・ベンツェン | 民主党 | 1971年1月3日 – 1993年1月20日 | 1982年再選 | 24 | 98                             | 24 | 1978年再選 引退 | 1961年6月15日 – 1985年1月3日 | 共和党 | ジョン・タワー | 13 |
| 16 | ロイド・ベンツェン | 民主党 | 1971年1月3日 – 1993年1月20日 | 1982年再選 | 24 | 99                             | 25 | 1984年選出 | 1985年1月3日 – 2002年11月30日 | 共和党 | フィル・グラム | 14 |
| 16 | ロイド・ベンツェン | 民主党 | 1971年1月3日 – 1993年1月20日 | 1982年再選 | 24 | 100                            | 25 | 1984年選出 | 1985年1月3日 – 2002年11月30日 | 共和党 | フィル・グラム | 14 |
| 16 | ロイド・ベンツェン | 民主党 | 1971年1月3日 – 1993年1月20日 | 1988年再選 財務長官就任のため辞職 | 25 | 101                            | 25 | 1984年選出 | 1985年1月3日 – 2002年11月30日 | 共和党 | フィル・グラム | 14 |
| 16 | ロイド・ベンツェン | 民主党 | 1971年1月3日 – 1993年1月20日 | 1988年再選 財務長官就任のため辞職 | 25 | 102                            | 26 | 1990年再選 | 1985年1月3日 – 2002年11月30日 | 共和党 | フィル・グラム | 14 |
| 16 | ロイド・ベンツェン | 民主党 | 1971年1月3日 – 1993年1月20日 | 1988年再選 財務長官就任のため辞職 | 25 | 103                            | 26 | 1990年再選 | 1985年1月3日 – 2002年11月30日 | 共和党 | フィル・グラム | 14 |
| 空席 | 空席 | 空席 | 1993年1月20日 – 1993年1月23日 | | 25 |                                | 26 | 1990年再選 | 1985年1月3日 – 2002年11月30日 | 共和党 | フィル・グラム | 14 |
| 17 | ボブ・クルーガー | 民主党 | 1993年1月23日 – 1993年6月14日 | ベンツェンの辞職による空席を補充するため任命 補欠選挙で敗北 | 25 |                                | 26 | 1990年再選 | 1985年1月3日 – 2002年11月30日 | 共和党 | フィル・グラム | 14 |
| 18 | ケイ・ベイリー・ハッチソン | 共和党 | 1993年6月14日 – 2013年1月3日 | ベンツェンの辞職による補欠選挙で選出 | 25 |                                | 26 | 1990年再選 | 1985年1月3日 – 2002年11月30日 | 共和党 | フィル・グラム | 14 |
| 18 | ケイ・ベイリー・ハッチソン | 共和党 | 1993年6月14日 – 2013年1月3日 | 1994年再選 | 26 | 104                            | 26 | 1990年再選 | 1985年1月3日 – 2002年11月30日 | 共和党 | フィル・グラム | 14 |
| 18 | ケイ・ベイリー・ハッチソン | 共和党 | 1993年6月14日 – 2013年1月3日 | 1994年再選 | 26 | 105                            | 27 | 1996年再選 引退、後継に議席を譲るため早期に辞職 | 1985年1月3日 – 2002年11月30日 | 共和党 | フィル・グラム | 14 |
| 18 | ケイ・ベイリー・ハッチソン | 共和党 | 1993年6月14日 – 2013年1月3日 | 1994年再選 | 26 | 106                            | 27 | 1996年再選 引退、後継に議席を譲るため早期に辞職 | 1985年1月3日 – 2002年11月30日 | 共和党 | フィル・グラム | 14 |
| 18 | ケイ・ベイリー・ハッチソン | 共和党 | 1993年6月14日 – 2013年1月3日 | 2000年再選 | 27 | 107                            | 27 | 1996年再選 引退、後継に議席を譲るため早期に辞職 | 1985年1月3日 – 2002年11月30日 | 共和党 | フィル・グラム | 14 |
| 18 | ケイ・ベイリー・ハッチソン | 共和党 | 1993年6月14日 – 2013年1月3日 | 2000年再選 | 27 | 107                            | 27 | | 2002年11月30日 – 2002年12月2日 | 空席 | 空席 | 空席 |
| 18 | ケイ・ベイリー・ハッチソン | 共和党 | 1993年6月14日 – 2013年1月3日 | 2000年再選 | 27 | 107                            | 27 | グラムの辞職による空席を補充するため任命。任命時、既に次の任期に当選していた。 | 2002年12月2日 – 現職 | 共和党 | ジョン・コーニン | 15 |
| 18 | ケイ・ベイリー・ハッチソン | 共和党 | 1993年6月14日 – 2013年1月3日 | 2000年再選 | 27 | 108                            | 28 | 2002年選出 | 2002年12月2日 – 現職 | 共和党 | ジョン・コーニン | 15 |
| 18 | ケイ・ベイリー・ハッチソン | 共和党 | 1993年6月14日 – 2013年1月3日 | 2000年再選 | 27 | 109                            | 28 | 2002年選出 | 2002年12月2日 – 現職 | 共和党 | ジョン・コーニン | 15 |
| 18 | ケイ・ベイリー・ハッチソン | 共和党 | 1993年6月14日 – 2013年1月3日 | 2006年再選 引退 | 28 | 110                            | 28 | 2002年選出 | 2002年12月2日 – 現職 | 共和党 | ジョン・コーニン | 15 |
| 18 | ケイ・ベイリー・ハッチソン | 共和党 | 1993年6月14日 – 2013年1月3日 | 2006年再選 引退 | 28 | 111                            | 29 | 2008年再選 | 2002年12月2日 – 現職 | 共和党 | ジョン・コーニン | 15 |
| 18 | ケイ・ベイリー・ハッチソン | 共和党 | 1993年6月14日 – 2013年1月3日 | 2006年再選 引退 | 28 | 112                            | 29 | 2008年再選 | 2002年12月2日 – 現職 | 共和党 | ジョン・コーニン | 15 |
| 19 | テッド・クルーズ | 共和党 | 2013年1月3日 – 現職 | 2012年選出 | 29 | 113                            | 29 | 2008年再選 | 2002年12月2日 – 現職 | 共和党 | ジョン・コーニン | 15 |
| 19 | テッド・クルーズ | 共和党 | 2013年1月3日 – 現職 | 2012年選出 | 29 | 114                            | 30 | 2014年再選 | 2002年12月2日 – 現職 | 共和党 | ジョン・コーニン | 15 |
| 19 | テッド・クルーズ | 共和党 | 2013年1月3日 – 現職 | 2012年選出 | 29 | 115                            | 30 | 2014年再選 | 2002年12月2日 – 現職 | 共和党 | ジョン・コーニン | 15 |
| 19 | テッド・クルーズ | 共和党 | 2013年1月3日 – 現職 | 2018年再選 | 30 | 116                            | 30 | 2014年再選 | 2002年12月2日 – 現職 | 共和党 | ジョン・コーニン | 15 |
| 19 | テッド・クルーズ | 共和党 | 2013年1月3日 – 現職 | 2018年再選 | 30 | 117                            | 31 | 2020年再選 | 2002年12月2日 – 現職 | 共和党 | ジョン・コーニン | 15 |
| 19 | テッド・クルーズ | 共和党 | 2013年1月3日 – 現職 | 2018年再選 | 30 | 118                            | 31 | 2020年再選 | 2002年12月2日 – 現職 | 共和党 | ジョン・コーニン | 15 |
| 2024年改選予定 | 2024年改選予定 | 2024年改選予定 | 2024年改選予定 | 2024年改選予定 | 31 | 119                            | 31 | 2020年再選 | 2002年12月2日 – 現職 | 共和党 | ジョン・コーニン | 15 |
| 2024年改選予定 | 2024年改選予定 | 2024年改選予定 | 2024年改選予定 | 2024年改選予定 | 31 | 120                            | 32 | 2026年改選予定 | 2026年改選予定 | 2026年改選予定 | 2026年改選予定 | 2026年改選予定 |
| # | 氏名 | 所属政党 | 在職期間 | 選挙歴 | 任 期 |                                | 任 期 | 選挙歴 | 在職期間 | 所属政党 | 氏名 | # |
| 第1部 | 第1部 | 第1部 | 第1部 | 第1部 | 第1部 | 第2部                          | 第2部 | 第2部 | 第2部 | 第2部 | 第2部 | |